# Pannawonica
Pannawonica is een gesloten mijnwerkersdorp van de Rio Tinto Group in de regio Pilbara in West-Australië. Het ligt 1.429 kilometer ten noorden van Perth, 535 kilometer ten noordoosten van Carnarvon en 198 kilometer ten zuidzuidwesten van Karratha. In 2021 telde Pannawonica 685 inwoners tegenover 686 in 2006. Er wonen meestal meer dan duizend mensen in het dorp waarvan ongeveer de helft slechts tijdelijk door FIFO-regelingen.

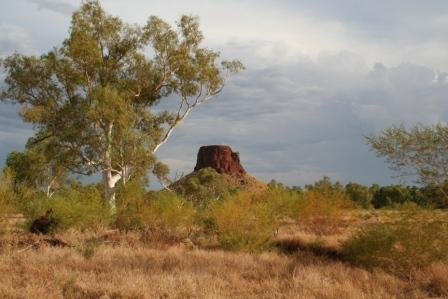
Pannawonica-heuvel

## Geschiedenis
De oorspronkelijke bewoners van de streek waren de Kurama Marthudunera Aborigines. Volgens de legende betwistten twee aboriginesgroepen elkaar de Pannawonica-heuvel die op een eiland voor de kust lag. De Boogada-groep stal de heuvel toen de Anailya-groep was gaan vissen. Ze sleepte de heuvel naar zijn huidige plaats waardoor een diep spoor gevormd werd. Dit werd de rivier Robe. In 2016 en 2018 werden respectievelijk delen A en B van een native title-eis van de Kurama-afstammelingen erkend.
In 1898 beweerde de geoloog Andrew Gibb Maitland dat er ijzerertsvoorraden in de vallei van de Robe aanwezig waren. In 1961 werd het door de overheid vanwege de Tweede Wereldoorlog opgelegde exportverbod voor ijzererts opgeheven. Het Amerikaanse Cleveland Cliffs Iron Company begon mijnoperaties in de streek. Vanaf 1970 werd begonnen met de ontwikkeling van een mijnwerkersdorp op gronden die deel uit maakten van het pastorale Yalleen-station. In 1972 werd Pannawonica officieel gesticht. De naam zou zijn afgeleid van een aborigineswoord dat "heuvel die van de zee kwam" betekent en voor het eerst in 1885 werd opgetekend door een landmeter.

## 21e eeuw
Pannawonica is nog steeds een gesloten mijnwerkersdorp. Het heeft kinderopvang, een lagere school, een medisch centrum, een postkantoor, een bibliotheek, een supermarkt, een sportcentrum, een tankstation, een katholieke kerk en een gratis zwembad en openluchtcinema.
In 2012 werd het hele dorp met een 230-tal huizen en alle gemeenschappelijke infrastructuur gerenoveerd en opgewaardeerd. Het project had een kostprijs van AU $ 250 miljoen.

## Toerisme
Er is een caravanpark in Pannawonica.
Het nationaal park Millstream-Chichester ligt op ongeveer 100 kilometer van Pannawonica. Er zijn tien bewegwijzerde wandelingen: Homestead Walk, Warrungunha Trail, Red Roo Trail, Stargazers Link Trail, Cliff top walk, Python Pool, McKenzie Spring, Mount Herbert Summit, Chichester Range Camel Trail en Cameleers Trail.
De Boot Tree in Pannawonica is een boom die vol schoenen hangt van bewoners die het dorp voor goed verlaten hebben.
De jaarlijkse Robe River Campdraft & Rodeo vindt reeds meer dan twintig jaar plaats in Pannawonica.
Langs de rivier Robe vindt men schaduw, waterpoelen en picknick en kampeerplaatsen.

## Transport
Pannawonica ligt 47 kilometer van de North West Coastal Highway via Pannawonica Road. Vanuit Panawonica is het nog 100 kilometer naar het nationaal park Millstream-Chichester via Millstream Road.
Pannawonica heeft een luchthaven, de Pannawonica Airport (ICAO: YPNW).
Een spoorweg van Hamersley & Robe River Railway loopt langs Pannawonica maar wordt enkel gebruikt voor de ijzerertstreinen van Pilbara Iron (Rio Tinto).

## Klimaat
Paraburdoo kent een warm steppeklimaat, BSh volgens de klimaatclassificatie van Köppen.
| Maand                                  | jan  | feb   | mrt  | apr  | mei  | jun  | jul  | aug  | sep  | okt  | nov  | dec  | Jaar  |
| -------------------------------------- | ---- | ----- | ---- | ---- | ---- | ---- | ---- | ---- | ---- | ---- | ---- | ---- | ----- |
| Gemiddeld maximum (°C)                 | 41,0 | 39,7  | 38,5 | 35,8 | 30,6 | 27,0 | 26,7 | 28,8 | 32,4 | 36,1 | 38,5 | 40,5 | 34,6  |
| Gemiddeld minimum (°C)                 | 25,2 | 25,1  | 24,4 | 21,8 | 17,2 | 14,0 | 12,6 | 13,7 | 15,9 | 19,0 | 21,5 | 24,0 | 19,5  |
|                                        |      |       |      |      |      |      |      |      |      |      |      |      |       |
| Neerslag (mm)                          | 82,4 | 104,4 | 73,1 | 19,5 | 26,7 | 36,2 | 15,7 | 7,3  | 1,4  | 1,8  | 7,2  | 29,8 | 405,5 |
| Regendagen (dag)                       | 6,3  | 7,0   | 5,1  | 1,8  | 2,1  | 2,3  | 1,7  | 1,1  | 0,3  | 0,3  | 0,8  | 2,9  | 31,7  |
| Relatieve luchtvochtigheid (%)         | 26   | 33    | 28   | 26   | 31   | 33   | 27   | 22   | 19   | 16   | 17   | 21   | 24,9  |
| Bron: Australian Bureau of Meteorology |      |       |      |      |      |      |      |      |      |      |      |      |       |

Cossack · Dampier · Goldsworthy · Jigalong · Karratha · Marble Bar · Newman · Nullagine · Onslow · Pannawonica · Paraburdoo · Point Samson · Port Hedland · Roebourne · Shay Gap · South Hedland · Telfer · Tom Price · Whim Creek · Wickham · Wittenoom